# Liste de jeux vidéo Digimon
Digimon est une franchise japonaise, également portée dans l'industrie vidéoludique qui est composée de jeux de rôle et d'autres types de jeux (tels que combat, action, et combats de cartes) publiés par l'entreprise japonaise Namco Bandai Games (anciennement Bandai). La majorité de ces jeux vidéo est développée par Namco Bandai, en collaboration avec d'autres sociétés de développement de jeux vidéo telles que Griptonite Games et Dimps.
Les jeux vidéo Digimon sont portés sur différentes consoles et consoles portables, comme la PlayStation, la Nintendo DS, la WonderSwan ou la WonderSwan Color de Bandai. Cette série de jeux vidéo a démarré en 1998 au Japon, lors de la sortie du jeu exclusif intitulé Digital Monster Ver. S: Digimon Tamers sur console Sega Saturn. Le jeu vidéo Digimon le plus récent en date de 2013 s'intitule Digimon Adventure sur console PlayStation Portable.
La série des jeux vidéo Digimon relate l'histoire des créatures connues sous le nom de digimon et de leurs partenaires humains, les « digisauveurs ». Suivant le type de jeu, les digimon et digisauveurs peuvent être des personnages jouables ou des personnages non-jouables. Le gameplay se focalise sur les combats entre digimon, dont le joueur peut incarner soit un digisauveur, soit un digimon. Les créatures peuvent se « digivolver » à volonté et revenir à leur forme initiale. À la suite d'une jouabilité similaire, Digimon a fait l'expérience d'une rivalité avec les séries à succès de Pokémon. Cependant, la franchise a gardé une grande popularité auprès de ses fans.